# Кім Сон Йон
Кім Сон Йон (кор. 김선영) на прізвисько Сонечко (Sunny) — південнокорейська керлінгістка, олімпійська медалістка.

## Кар'єра
Срібну олімпійську медаль Кім виборола на Пхьончханській олімпіаді 2018 року в складі  команди Кім Ин Джон, в якій грала другою.